# Cizeta V16T
La Cizeta-Moroder V16T, questo il nome reale completo della vettura, oggi conosciuta erroneamente anche solo come Cizeta V16T, è un'automobile sportiva prodotta dalla casa automobilistica italiana Cizeta dal 1991 al 1995 e della quale si stima siano stati realizzati complessivamente una decina di esemplari prima della chiusura dell'azienda originaria. 
Successivamente nel 1999 e nel 2003 altri due esemplari sono stati assemblati su commessa a causa di una sufficiente rimanenza di componenti dei modelli originariamente pianificati per la produzione.
Il progetto partì dalla joint venture dell'ingegnere Claudio Zampolli assieme al compositore Giorgio Moroder e il pluripremiato designer Marcello Gandini, ben noto per le sue collaborazioni con Bertone, con Giorgetto Giugiaro, Leonardo Fioravanti e per avere sempre portato all'innovazione e ad un design fortemente caratterizzato le Lamborghini, e anche con questo modello anticipò di fatto le linee della Lamborghini Diablo.

## Sviluppo
La vettura è una coupé sportiva biposto con l'aerodinamica creata da Marcello Gandini, considerata da Gandini stesso il vero prototipo della Lamborghini Diablo, anch'essa di sua progettazione.
Nel 1991 l'auto venne ufficialmente presentata al pubblico grazie alla partnership finanziaria tra l'imprenditore modenese Claudio Zampolli (il quale battezzò il marchio con le sue iniziali) e il compositore altoatesino Giorgio Moroder. Quest'ultimo si occupò anche di produrre un brano musicale appositamente composto per la presentazione ufficiale, ma successivamente abbandonò l'accordo poco dopo il lancio della vettura.
La prima Cizeta, il prototipo bianco perlato che sarà poi presentato all'hotel Century Plaza di Beverly Hills nel Dicembre 1988, fu materialmente realizzata da 3 persone, specialiste in auto sportive, come Giancarlo Guerra, Ernesto Barbolini e Luca Schiavi.
La produzione del modello parte nel 1991 ma a causa del prezzo troppo elevato e dei costi di produzione eccessivi (essendo una realizzazione artigianale) la vettura non ottiene il successo sperato e nel 1994 la Cizeta dichiara bancarotta e l’ultimo esemplare (ormai quasi totalmente assemblato) viene terminato nel 1995. Successivamente nel 1999 e nel 2003 vengono prodotti altri due esemplari di cui uno in versione Spyder commissionato da un collezionista giapponese e ribattezzato Cizeta Fenice TTJ Spyder ed esposto al Concorso Italiano in Monterey, California; dopo il fallimento del 1994 nello stabilimento vi erano ancora componenti sufficienti per poter produrre queste ultime due vetture.

## Tecnica
La Cizeta V16T montava un motore V16 aspirato da 5.995 cm³, con 4 valvole per cilindro (64v), che produceva una potenza di 540 CV e 542 Nm, grazie alla quale la vettura accelerava da 0 a 100 km/h in 4 secondi, con velocità massima di 328 km/h. Il motore non aveva un layout convenzionale, bensì era costituito da due motori V8 montati trasversalmente: l'uscita verso la trasmissione era singola e centrale grazie a degli ingranaggi posti tra i due propulsori.